# Nectonemertes mirabilis
Nectonemertes mirabilis är en djurart som tillhör fylumet slemmaskar, och som beskrevs av Addison Emery Verrill 1892. Nectonemertes mirabilis ingår i släktet Nectonemertes och familjen Nectonemertidae. Inga underarter finns listade i Catalogue of Life.